# Casa de Zogu
La Casa de Zogu es una dinastía europea fundada por Zogu Pasha, quien emigró a Mat, Albania, a finales del siglo XV y fue elegido Gobernador de Mat por el sultán otomano, una posición de gobernador que se convirtió en hereditaria entre el clan Zogu. El hogar ancestral de los Zogus era el castillo de Burgajet. 
El miembro más famoso de la dinastía es Zog I, Skanderbeg III, quien fue proclamado Rey de los Albaneses y gobernó hasta que fue depuesto por Víctor Manuel III de Italia y la invasión italiana de 1939. Víctor Manuel subsecuentemente asumió el trono de Albania. El hijo del rey Zog era Leka, Príncipe Heredero de Albania, conocido como rey Leka I. 
El actual jefe de la dinastía es el Príncipe Leka de Albania, el hijo de Leka I (m. 2011).